# Месершмит Me.109TL
Me 109TL (Messerschmitt 109 Turbo-Lader Strahltriebwerk) е проект на реактивен изтребител, предложен като „застраховка“ на проекта на самолета Me.262. Необходимостта от този проект се дължи на факта, че Луфтвафе не са убедени дали Me.262 ще оправдае надеждите и дали изобщо ще се стигне до производството му. В резултат на това се създава резервен проект, който в случай на възникване на непредвидени проблеми с реализацията на Me.262, да може да бъде произведен в сравнително кратки срокове.

## Разработка
На 22 януари 1943 г. Me.109TL е бил предложен на Райхсминистерството на авиацията като алтернатива на самолета Ме.262, от който към този момент са построени само три опитни образеца.
За съкращаване на сроковете за проектирането и построяването на апарата е взето решение за използване на компоненти на вече съществуващи самолети. Предполага се, че ще се използват фюзелаж от височинния изтребител Bf 109H/BV 155B с променени в носовата и опашната части, криле от проекта Me.409 и шаси от Ме.309. Кабината на пилота е същата като в Bf 109E и Bf 109G. Двигателите са газотурбинни Junkers Jumo 004B-1 или BMW 003A.
Като въоръжение на Me 109 TL трябва да бъдат използвани две 20 mm оръдия MG 151/20 и две 30 mm оръдия MK 108, разположени в носовата част на фюзелажа. По-късно е предложено в крилата да бъдат монтирани още две 30 mm оръдия MK 108.
Me.109TL е по-обещаващ проект от Me.262. Според изчисленията, Me.109TL трябва да превъзхожда своя конкурент по отношение на скорост и маневреност, за сметка на по-тесния си фюзелаж. Интензивната работа над проекта Me.109TL продължава до март 1943 г., когато става ясно, че самолетът изисква множество промени в конструкцията. Всички работи по проекта са спрени, за да бъдат съсредоточени всички сили върху Ме.262.
Разработката на апарата стига не по-далеч от ниво макет.

## Технически характеристики
Общи характеристики
- Екипаж: 1
- Дължина: 9,5 m
- Размах на крилото: 12,55 m
- Двигатели: 2 × Junkers Jumo 004B или BMW 003A
- Максимална скорост: 980 km/h

Въоръжение
- 2 × 20 mm MG 151/20 в носовата част
- 2 × 30 mm MK 103 в носовата част
- 2 × 30 mm MK 108 в основата на крилото